# 이리신흥초등학교
이리신흥초등학교는 대한민국 전북특별자치도 익산시 금강동에 있는 공립 초등학교이다.

## 학교 연혁
- 1946. 11. 25 북일국민학교 동부 분교장 인가
- 1957. 04. 15 신흥국민학교 개교
- 1984. 03. 01 병설유치원 개원
- 1996. 03. 01 이리신흥초등학교로 교명 변경
- 2014. 02. 14 제57회 12명 졸업(총 2,537명)
- 2014. 03. 01 제22대 임승자 교장 부임
- 2014. 03. 01 특수학급 개설
- 2015. 02. 13 제58회 졸업식(총 2,552명)

## 참고 자료
- 이리신흥초등학교 - 한국교육학술정보원 학교알리미